# Hypnotize
| Críticas profissionais | Críticas profissionais |
| Avaliações da crítica  | Avaliações da crítica  |
| Fonte                  | Avaliação              |
| ---------------------- | ---------------------- |
| AbsolutePunk.net       | (91%)                  |
| Allmusic               | [ 2 ]                  |
| E! Online              | (B)                    |
| Entertainment Weekly   | (B+)                   |
| The Guardian           | [ 5 ]                  |
| Kerrang!               | [carece de fontes?]    |
| Pitchfork Media        | (7.9/10)               |
| PopMatters             | [ 7 ]                  |
| Rolling Stone          | [ 8 ]                  |
| Stylus Magazine        | (C)                    |

Hypnotize é o quinto álbum de estúdio da banda de metal System of a Down, lançado em 22 de Novembro de 2005. Foi o último álbum antes que a banda entrasse em um hiato indeterminado (voltaram à ativa em 2011). Hypnotize é a segunda parte de um álbum duplo, Mezmerize/Hypnotize, e foi lançado seis meses após a primeira parte, Mezmerize.

## Faixas
| N.º            | Título                  | Letras                       | Música                            | Duração |  |
| 1.             | "Attack"                | Daron Malakian, Serj Tankian | Malakian, Tankian                 | 3:06    |  |
| 2.             | "Dreaming"              | Malakian, Tankian            | Malakian, Shavo Odadjian, Tankian | 4:00    |  |
| 3.             | "Kill Rock 'n Roll"     | Malakian                     | Malakian, Tankian                 | 2:27    |  |
| 4.             | "Hypnotize"             | Malakian, Tankian            | Malakian, Tankian                 | 3:09    |  |
| 5.             | "Stealing Society"      | Malakian, Tankian            | Malakian, Tankian                 | 2:58    |  |
| 6.             | "Tentative"             | Malakian, Tankian            | Malakian, Tankian                 | 3:36    |  |
| 7.             | "U-Fig"                 | Malakian, Tankian            | Tankian, Odadjian                 | 2:55    |  |
| 8.             | "Holy Mountains"        | Malakian, Tankian            | Malakian, Tankian                 | 5:28    |  |
| 9.             | "Vicinity of Obscenity" | Tankian                      | Tankian, Malakian                 | 2:51    |  |
| 10.            | "She's Like Heroin"     | Malakian                     | Malakian, Tankian                 | 2:44    |  |
| 11.            | "Lonely Day"            | Malakian                     | Malakian, Tankian                 | 2:47    |  |
| 12.            | "Soldier Side"          | Malakian                     | Malakian, Tankian                 | 3:40    |  |
| Duração total: | Duração total:          | Duração total:               | Duração total:                    | 39:46   |  |

## Créditos
- Serj Tankian - vocais, teclado
- Daron Malakian - vocais, guitarras
- Shavo Odadjian - baixo
- John Dolmayan - bateria

- Produzido por Rick Rubin e Daron Malakian
- Mixado por Andy Wallace
- Engenharia de Som por David Schiffman
- Edição por Jason Lader e Dana Nielsen
- Engenheiro Assistente: Phillip Broussard
- Arte por Vartan Malakian
- Design: System of a Down e Brandy Flower
- Arranjos de cordas: Serj Tankian e Mark Mann
- Representação Mundial: Velvet Hammer Music e Management Group
- Engenheiro de Mixagem: John O'Mahony
- Assistente de Mixagem: Steve Sisco (Soundtrack Studios) e Joe Peluso (Enterprise)
- Coordenador da produção do álbum: Lindsay Chase/Braden Asher
- Local de gravação: The Mansion in Laurel Canyon, Los Angeles, CA e Akademie Mathematique of Philosophical Sound Research, Los Angeles, CA
- Mixado no Enterprise Studios Burbank, CA e Soundtrack Studios, Nova York, NY
- Masterizado por Vlado Meller no Sony Music Studios, Nova York, NY